# Bakuden: Unbalanced Zone
Bakuden: Unbalanced Zone est un jeu vidéo de réflexion édité par Sony Music Entertainment en 1994 sur Mega-CD et PC-Engine (Super CD-ROM²). Le jeu n'est sorti qu'au Japon.